# الإشارات الثقافية للدجاج

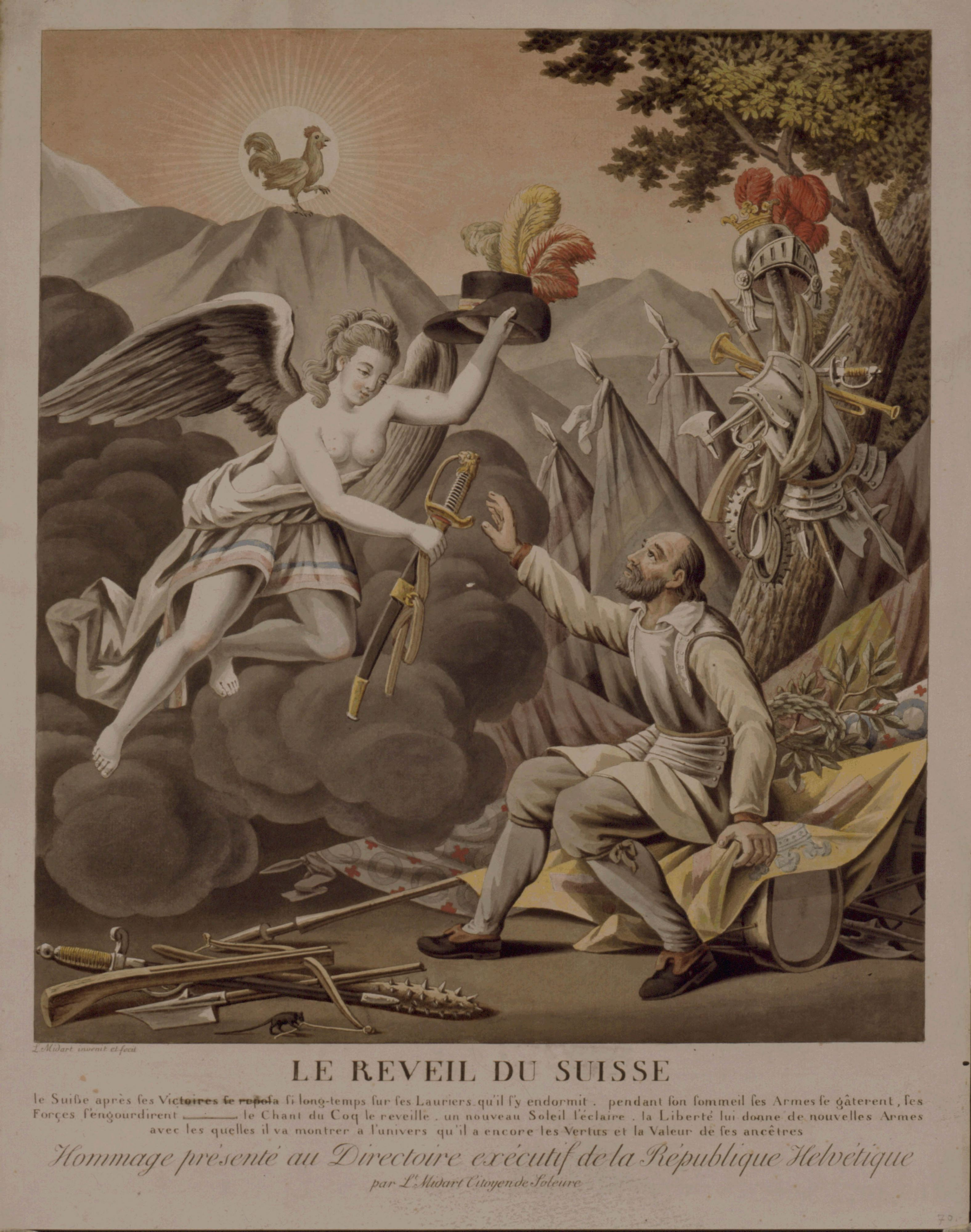
لوران لويس ميدارت: Le Réveil du Suisse ("صحوة السويسريين")، نقش ملون، 1798، متحف الفن في سولوتورن. النص: Le Suisse après ses Victoires se repos si long temps sur ses Lauriers qu'il s'y endormit. قلادة من الجنود sesArmes تصبح gâterent، ses Force s'engourdirent - Chant du Coq le reveille. سولاي ليكلير جديدة. تحرير الجيل الجديد من الأسلحة بمصادر الكون التي تستعيد الفيرتوس وقيمة أسلافه. ("بعد انتصاراته، استراح السويسريون على أمجاده لفترة طويلة حتى أنه نام عليها. أثناء نومه فسدت أسلحته، وتجمدت قوته - أيقظته أغنية الديك. تنيره شمس جديدة، مما يمنحه الحرية أسلحة جديدة سيُظهر بها قريبًا للعالم أجمع أنه لا يزال يتمتع بفضائل وهيبة أسلافه.") تشيد الصورة بالتحول الثوري للاتحاد القديم إلى جمهورية هلفتيك في عام 1798. ويظهر رجلاً سويسريًا في العصور الوسطى زي الذي يستيقظ من نومه (رمز المظالم المطلقة) ويتسلم أسلحته من عبقرية الحرية. يظهر ريش القبعة ألوان جمهورية هلفتيك، وتظهر حاشية رداء Genius ألوان الجمهورية الفرنسية. في الخلفية، تبشر الشمس المشرقة وصياح الديك الغالي بعصر جديد.

هنالك العديد من الإشارات الثقافية للدجاج في الأساطير والفولكلور والدين واللغة والأدب .

## في العصور القديمة الكلاسيكية
في الأساطير اليونانية ، كان أليكترون شابًا وضعه آريس حارساً خارج باب منزله، ليقوم بإبلاغه إذا اقترب أي شخص بينما كان يمارس الحب مع أفروديت ، وهو كان متزوجًا من هيفايستوس ، شقيق آريس. لكن ألكتريون ذات يوم نام أثناء قيامه بعمله كحارس، لذلك رأت هيليوس ، الشمس ، العاشقين ونبهت هيفايستوس. ونتيجة لعدم كفاءة أليكترون فقد غضب منه ، آريس وحوله إلى ديك، ليصيح دائمًا عند الفجر قبيل شروق الشمس ، ولا يزال مخلصًا لوعده لآريس.   وهكذا كان الديك هو أحد الحيوانات المقدسة لهليوس. 